# Jürgen Papies
Jürgen Papies (* 22. April 1944 in Wuppertal; † 12. Juli 2022) war ein deutscher Fußballspieler.

## Karriere
Jürgen Papies kam 1962 zum Wuppertaler SV für den er fünf Spiele in der Oberliga West bestritt. Er debütierte im Oberligateam des WSV am 9. Dezember 1962 bei der 0:1 - Niederlage bei Schwarz-Weiß Essen an der Seite von Günther Glomb und Erich Haase. In dieser Saison schoss er auch sein erstes und einziges Tor in der Oberliga. Er spielte mit dem Wuppertaler SV bis 1967 in der Regionalliga West, wo er in 71 Spielen 20 Tore schoss. Dann wechselte er zu Fortuna Düsseldorf, das gerade aus der Bundesliga abgestiegen war. In seiner ersten Spielzeit 1967/68 wurde Papies mit 14 Saisontreffern erfolgreichster Torschütze der Fortuna gleichauf mit Waldemar Gerhardt. In der folgenden Regionalligasaison kam er sogar auf 19 Tore in 23 Spielen, der Verein belegte Platz vier der West-Staffel. Auch in seinem dritten Jahr in Düsseldorf scheiterte der Stürmer mit der Mannschaft an der Rückkehr ins Oberhaus, daraufhin folgte im Sommer 1970 sein Wechsel zu Eintracht Frankfurt. Mit der Eintracht spielte er in der Bundesliga, er blieb ein Jahr und absolvierte 25 Spiele, in denen er drei Tore schoss. Unter Trainer Erich Ribbeck spielte Papies im Mittelfeld neben Bernd Hölzenbein und Jürgen Kalb. Nach der einen Spielzeit in der Bundesliga zog es Papies weiter, er spielte die folgende Saison 1971/72 in der Regionalliga Südwest bei Borussia Neunkirchen. Die überragende Spielzeit beendete der Stürmer mit 25 Toren in 30 Einsätzen, wodurch er die Borussia zur Meisterschaft und in die Aufstiegsrunde zur Bundesliga schoss. In der Aufstiegsrunde wurde Jürgen Papies mit neun Toren in acht Spielen Torschützenkönig, hinter der überlegenen Konkurrenz aus Wuppertal mit Torjäger Günter Pröpper reichte es jedoch in der Tabelle nur zu Platz drei. Die Saison 1972/73 begann Papies noch im Trikot der Borussia aus Neunkirchen, doch in der Winterpause folgte sein Wechsel zu Bayer 04 Leverkusen, wo er noch zu zwölf Einsätzen und vier Toren in der Regionalliga West kam. Nach einem halben Jahr schloss er sich dem Regionalligisten FK Pirmasens an und danach dem VfB Remscheid.